# Ligne des Alpes
Historiquement, la ligne des Alpes reliait Grenoble à Marseille via Veynes. Avec la suppression des trains directs et la régionalisation des transports ferroviaires, la partie sud fait aujourd'hui partie de la ligne du Val de Durance (relation Marseille - Briançon). La Ligne des Alpes se trouve en Dauphiné à cheval sur les régions Auvergne-Rhône-Alpes et Provence-Alpes-Côte d'Azur. Elle constitue aujourd'hui la partie centrale de la ligne 905 000 (Lyon-Perrache à Marseille Saint-Charles via Grenoble et Veynes) du RFN.

## Historique

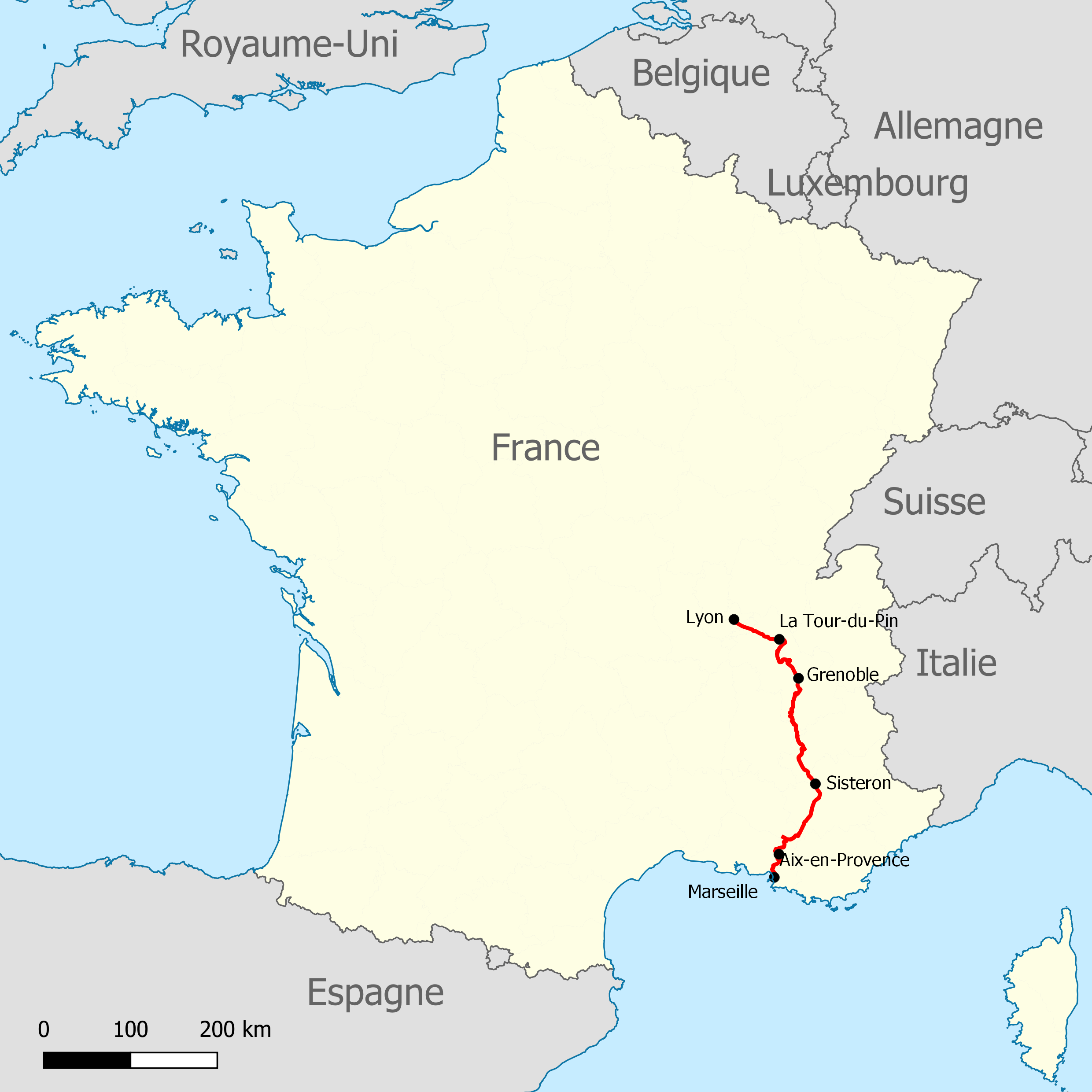
La ligne Lyon-Marseille via Grenoble inaugurée à partir de 1857

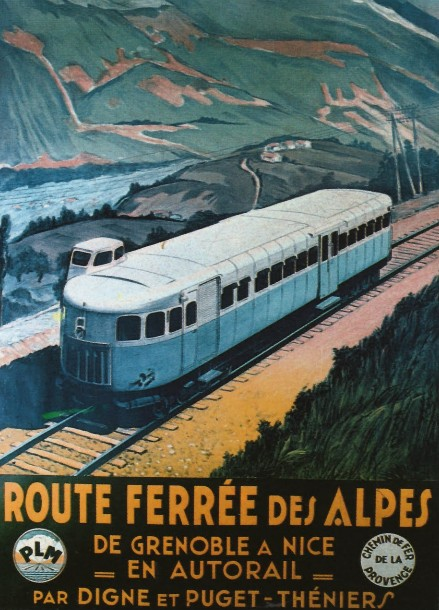
Affiche PLM « Route ferrée des Alpes »

Par convention en date du 1er mai 1863, validée par un décret le 11 juin suivant, le gouvernement français a concédé à la compagnie du PLM la construction et l'exploitation d'une éventuelle ligne entre Grenoble et la future ligne « d'Avignon à Gap ». Lors des études préliminaires antérieures, les ingénieurs de l'État avaient privilégié des tracés passant par les vallées de la Romanche et de la Guisane (séparées par le col du Lautaret), ou la vallée du Drac et le col de Manse. Cependant, l'ingénieur en chef du PLM responsable de l'étude d'avant-projet, pressentant les difficultés techniques des deux variantes, a envisagé un passage par le col de la Croix-Haute. Cette option, nettement moins coûteuse et incertaine techniquement que les deux autres fut finalement retenue au terme de l'enquête préalable à la déclaration d'utilité publique, en 1866.
La ligne est déclarée d'utilité publique par un décret impérial le 2 janvier 1869 qui rend la concession définitive.

### Chronologie historique
- Le 15/09/1864, mise en service de la ligne Grenoble - Montmélian, avec section commune de la ligne des Alpes jusqu'à Grenoble-Bif. (Bif. = bifurcation), par le PLM. Bifurcation déplacée en 1967.
- Le 11/12/1876, mise en service de la section de ligne de 19 km entre Grenoble-Bif. et Vif, par le PLM.
- Le 01/02/1878, ouverture complète de la ligne Grenoble - Gap via Veynes, par le PLM.
- Le 01/07/1935, mise en service d'une relation estivale Grenoble - Digne par le PLM, assurée par les autorails ZZR 1 et 2, surnommés Michelines, du Centre autorails de Grenoble.
- En 1937 et 1938, mise en service des autorails de montagne Decauville ZZP 1 à 9 dits "Nez de Cochon" (modifiés en 1952/1953 et renumérotés X 52001 à X 52009 en 1962) du Centre Autorails de Grenoble sur la ligne des Alpes.
- En 1938, création d'un train express quotidien Lyon - Marseille via Grenoble et Veynes. qui circula jusqu'en septembre 1972.
- En 1945, mise en service de la seconde série d'autorails Decauville XDC 2101 à 2110 (renumérotés X 52101 à X 52110 en 1962) qui viennent renforcer la série initiale. Les X 52000 et les X 52100 assurent des relations directes Grenoble - Briançon et Lyon - Marseille via Grenoble et Veynes - Dévoluy.
- En été 1946, reprise de la relation estivale Grenoble - Digne interrompue pendant la période de guerre, assurée par des autorails Decauville XDC 2001 à 2010 du Centre autorails de Grenoble.
- En mai 1950, une locomotive à vapeur 141R du dépôt de Grenoble effectue pour la première fois un aller-retour Grenoble - Veynes.
- En 1952 et 1953, modification des autorails Decauville ZZP 1 à 9 (futurs X 52000) du Centre autorails de Grenoble, avec transformation sur le modèle des autorails XDC 2101 à 2110 (futurs X 52100) avec, entre autres la suppression des capots d'extrémités qui leur avaient valu le surnom de "Nez de cochon".
- En juin 1953, la relation estivale Grenoble - Digne est amorcée à Genève et assurée par des autorails Decauville des séries X 52000 et X 52100.
- Le 10/06/1959, première circulation du train « Alpazur » Genève - Grenoble - Veynes - Digne (et retour), assuré par les autorails panoramiques Renault X 4205 et X 4206 (de la série X 4200 du dépôt de Marseille). Le train Alpazur donnait correspondance à Digne à un train du même nom des Chemins de fer de Provence (CP) reliant Digne à Nice. L'Alpazur a circulé chaque été jusqu'en 1975 inclus.
- Le 23/07/1963, la locomotive de BB 67001 (engin de présérie des BB 67000) vient en essais sur la ligne des Alpes. Peu après, la même année, la locomotive A1A A1A 68001 (engin de présérie des A1AA1A 68000) fait de même.
- Le 14/04/1964, essais de la locomotive diesel BB 69001 (l'un des deux prototypes de BB 69000) sur Grenoble - Veynes.
- Le 29/09/1966, la locomotive diesel électrique CC 70002, l'un des deux prototypes de locomotives bi-rotors CC 70000, effectue des essais sur la ligne des Alpes.
- Le 21/06/1967, la locomotive CC 70002 revient une seconde fois pour des essais sur Grenoble - Veynes
- Le 12/04/1968, la locomotive diesel électrique CC 72002 (série CC 72000), du dépôt de Rennes, effectue des essais sur  Grenoble - Veynes.
- En août 1970, essais du turbotrain ETG X 4806/4706 entre Grenoble et Marseille via Veynes.
- En été 1972, les locomotives diesel CC 72000 du dépôt de Vénissieux assurent la traction du train Lyon - Marseille via Grenoble et Veynes, ce train direct étant supprimé à la fin de l'été 1972.
- De 1972 à 1975, circulation de nombreux trains spéciaux avec les locomotives à vapeur 141 R 1244 et surtout 141 R 1187 (cette dernière est aujourd'hui au Musée français du chemin de fer  de Mulhouse), de la série des 141R, sur la ligne des Alpes.
- Le 10 juin 1973, dernière circulation des autorails Decauville du Centre Aurorails de Grenoble avec un aller-retour Grenoble - Vif effectué par les autorails X 52006 et X 52103 encadrant deux remorques d'autorails unifiées Decauville. L'autorail X 52103, représente la 1re génération d'autorails diesel-électriques de France au Musée français du chemin de fer à Mulhouse.
- Le 08/01/1974, le prototype expérimental de turbotrain à grande vitesse TGV 001 effectue des essais entre Grenoble et Monestier de Clermont.
- En septembre 1975, dernière circulation du train temporaire d'été "Alpazur".
- Le 02/01/1976, détournement par la ligne des Alpes de Grenoble à Veynes des trains lourds de voyageurs Paris - Briançon (et retour) par suite de l'affaissement du viaduc du Claps (entre Livron et Veynes), entraînant l'utilisation (pendant plus de 10 mois jusqu'au 09/11/1976) de locomotives diesel en triple traction, (3 BB 67400 ou 1 BB 66400 + 2 BB 67400) tractant des trains de voyageurs de 700 à 750 tonnes. Quelques trains eurent deux locomotives en tête et une en pousse en queue du train.
- En été 1976, le train "Alpazur" est remplacé par un turbotrain ETG Genève - Valence donnant correspondance à Grenoble avec un autorail Grenoble - Digne assuré en X 2800.
- Le 01/10/1978, cérémonies du centenaire de la ligne Grenoble - Veynes avec un train spécial tracté par la locomotive diesel CC 72084 et des festivités dans chaque gare de la ligne.
- Du 17 au 20 juin 1980, essais de l'autorail X 2101, prototype de la série X 2100, avec deux remorques XR 6000 et l'X 2848 (série X 2800), tous en livrée bleue et blanche, sur la ligne des Alpes.
- Le 02/06/1981, voyage inaugural avec la Rame à grand parcours RGP-1 de la série X 2720 double X 2729 + XR 7729 + XR 7723 + X 2733, pavoisée aux couleurs françaises et suisses pour relancer la desserte "Alpazur" entre Genève et Digne via Grenoble et Veynes, à nouveau commercialisée dès le 13/06/1981.
- Le 20/08/1982, la locomotive diesel BB 67302 tracte le train d'agence "Reiseburo Mittelturgau Panorama" composé de 5 voitures panoramiques de l'ex TEE "Rheingold" de Marseille à Grenoble via Veynes.
- Le 21/06/1983, essais du turbotrain ETG T-1006/1506 (ex X 4806/4706) entre Grenoble - Veynes et Marseille.
- Pour la saison 1984, la relation "Alpazur" devient Lyon-Nice via Digne-les-Bains.
- Pour la saison 1985, la relation "Alpazur" est limitée à Grenoble-Nice, toujours via Digne-les-Bains.
- Le 26/06/1987, le train "Alpazur" entre dans la catégorie des "Loisirail" de la SNCF.
- Le 22/05/1994, la rame automotrice diesel VT 613 - 620 (ex VT 08 520) de la DB assure une course spéciale d'amateurs allemands de Hanovre transitant par la ligne des Alpes dans le sens Grenoble - Veynes - Marseille (retour via l'Italie).
- Du 23 au 25 et du 28 au 30/04/1997, essais de l'autorail X-TER X 72501/502 (1er de la série X 72500) sur la ligne Grenoble - Veynes.
- Le 22/09/2007, circulation expérimentale d'un train de fret avec 10 wagons à bogies chargés de gypse entre Laragne et Chambéry via Veynes, Lus-la-Croix-Haute, Grenoble et Montmélian, tracté par les BB 67444 et BB 67494.
- Le 29/06/2008, l'autorail historique X 2403 (de la série X 2400) fait un aller-retour entre Veynes et Monestier-de-Clermont.
- En octobre 2008, les nouvelles locomotives diesels fret BB 75000, du dépôt d'Avignon, tractent le train bihebdomadaire de wagons citernes Jarrie - Miramas via Pont-de-Claix, Grenoble, Valence et Avignon.
- Le 14/12/2008, mise en place de l'horaire cadencé sur la ligne Grenoble - Veynes - Gap avec services assurés par des autorails X 73500.
- Le 12/12/2010, introduction des automoteurs BGC (bimode-bicourant) B 82500 sur la relation Grenoble - Veynes - Gap - Briançon en période de pointe hebdomadaire.
- Du 2 janvier au 11 décembre 2022, la ligne est coupée entre Vif et Aspres-sur-Buëch. Un bus de substitution prend le relais entre Vif et Gap[4].

D'après un document publié par Le Dauphiné libéré le 21 septembre 2016, la section entre Vif et Lus-la-Croix-Haute aurait pu être fermée à toute circulation en 2018. Cependant grâce à une forte mobilisation des acteurs locaux, la ligne est sauvée en 2020 : les collectivités locales et l'Etat décident en décembre 2019 d'engager des travaux de sauvegarde de la ligne (qui sont réalisés sous maîtrise d'ouvrage de SNCF Réseau entre 2020 et 2022), pour un montant d'environ 35 millions d'euros.

## Description de la ligne
Cette ligne à voie unique relie Grenoble à Veynes - Dévoluy où elle rejoint la ligne Livron - Aspres-sur-Buëch à Aspres-sur-Buëch, tout en ayant sa propre voie jusqu'à Veynes. Elle comporte de nombreux ouvrages d'art (viaducs et tunnels). Le long  tunnel (1 175 m) en courbe en "S" du Grand Brion, au-dessus de Vif, qui permet de franchir un important dénivelé, était le cauchemar des conducteurs de locomotives à vapeur (242 AT du PLM, 141E et 141F du PLM puis de la SNCF, 141R de la SNCF) qui devaient porter un masque pour pallier le manque d'oxygène.
La ligne des Alpes offre de magnifiques panoramas sur les Alpes (notamment le Balcon Est du Vercors), la vallée de la Gresse et le Trièves, et a été classée dans les lignes touristiques "Loisirail" de la SNCF. Au départ de Grenoble, elle traverse l'agglomération grenobloise, qui était encore rurale jusqu'au milieu du XXe siècle. Cette portion avait été conçue pour deux voies, jusqu'à Pont-de-Claix (les emprises sont toujours réservées, de nos jours). Cette possibilité a été mise à profit, jusqu'au Rondeau, lors de la déviation, en 1967, de la ligne Grenoble-Montmélian, les trains montant sur Veynes circulant à droite (un aiguillage est prévu, près du Rondeau, afin d'autoriser le départ de Grenoble, comme pour les autres trains, à gauche). Après avoir traversé le pont de La Rivoire, après Saint-Georges-de-Commiers, la ligne fait un crochet par la gare de Vif avant de descendre la vallée de la Gresse jusqu'aux portes du Trièves à Monestier-de-Clermont.

### Principaux ouvrages d'art

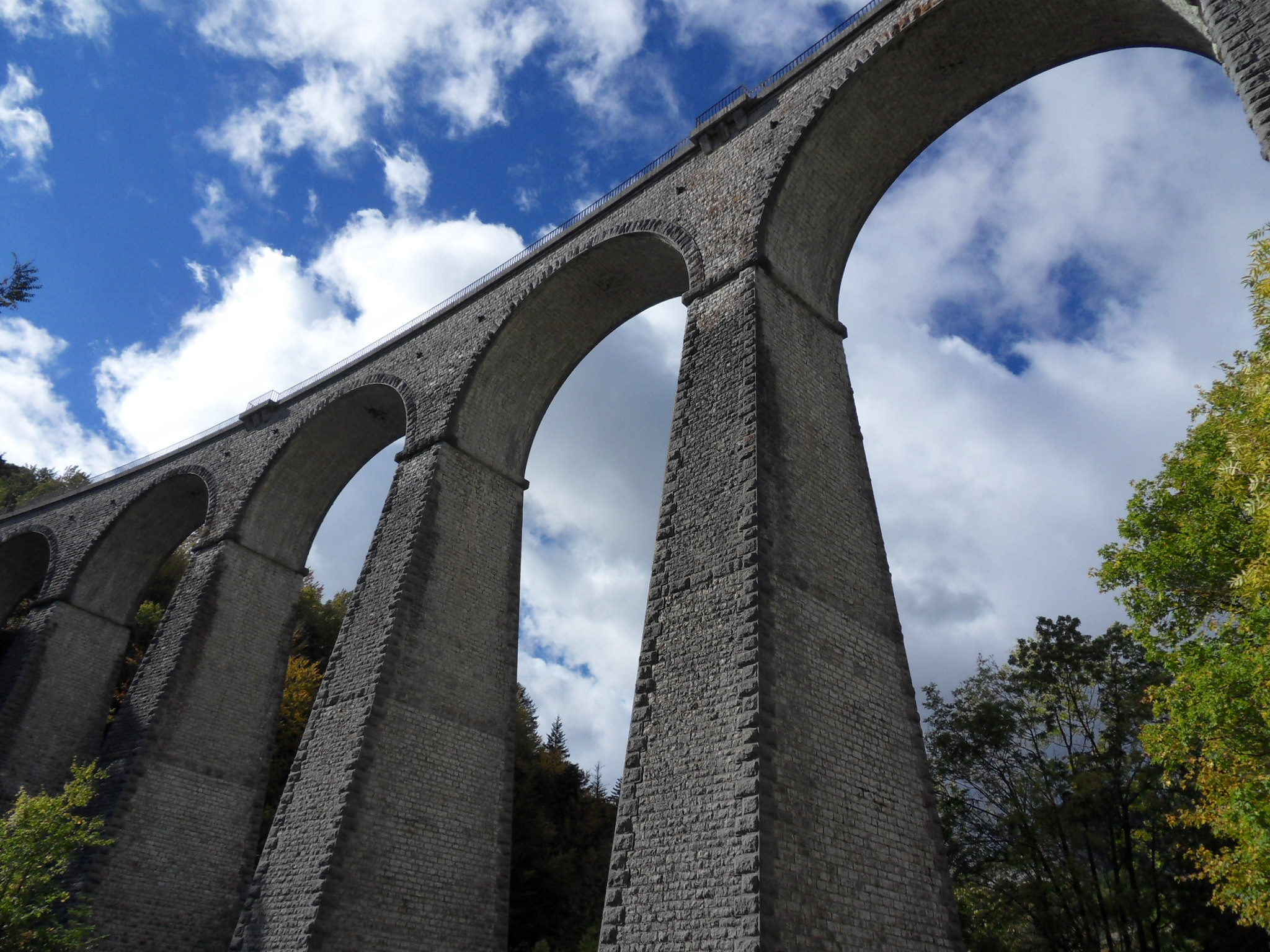
Le viaduc de Darne à proximité de la gare de Clelles - Mens

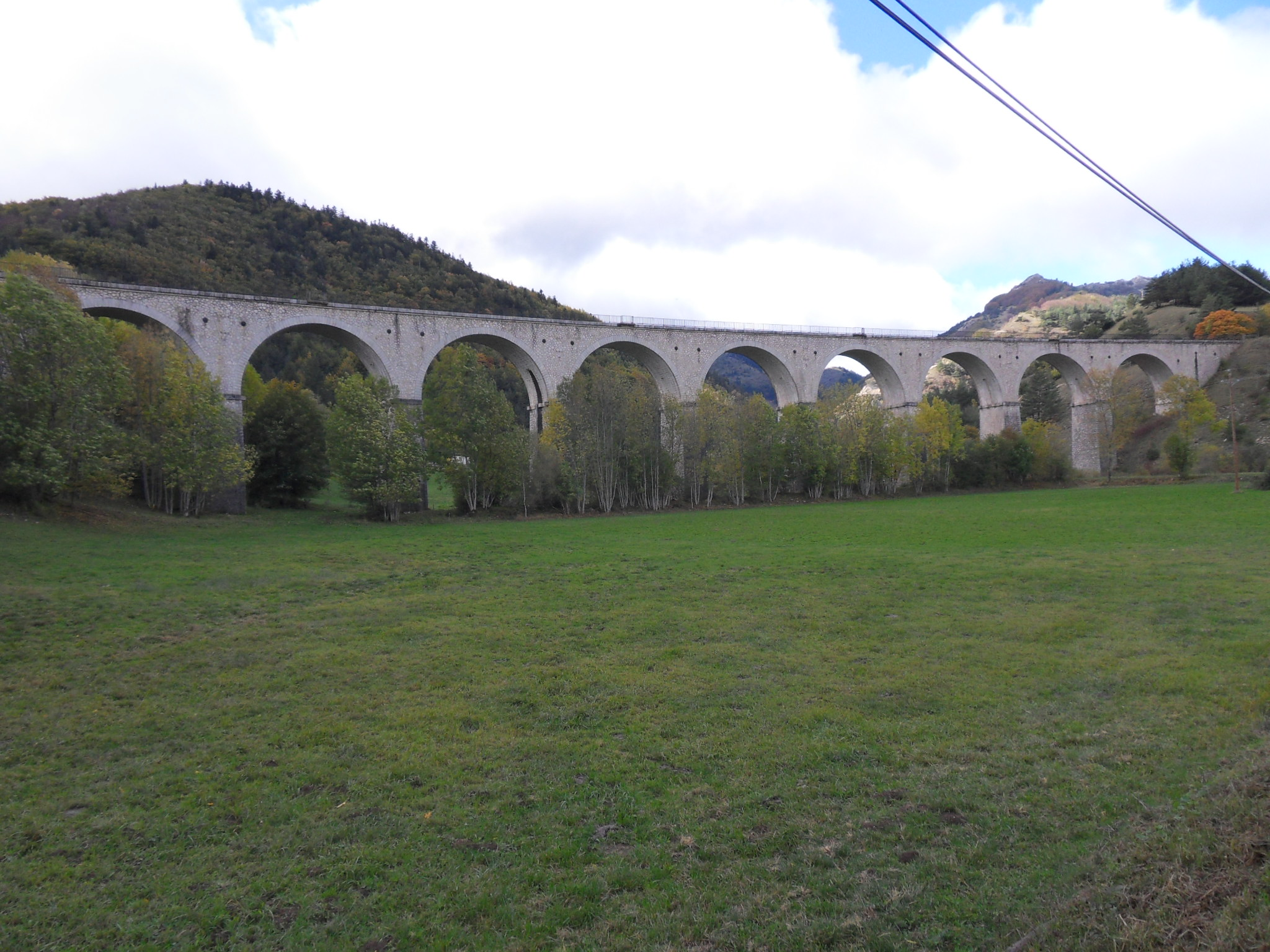
Le viaduc des Fauries à proximité de la gare de Lus-la-Croix-Haute

- Pont de La Rivoire, métallique sur piles en pierres, avec 160 mètres de longueur et 16 mètres de hauteur
- Viaduc du Crozet (ou viaduc du Font-Jailly, à Vif), en maçonnerie, 250 mètres de longueur et 30 mètres de hauteur
- Tunnel du Grand Brion, (au-dessus de Vif) 1 175 mètres de longueur avec courbe en S
- Viaduc de la Merlière, en maçonnerie, avec 110 mètres de longueur et 26 de hauteur
- Tunnel du Fau, 839 mètres de longueur
- Viaduc des Portes, en maçonnerie, 140 mètres de longueur et 26 mètres de hauteur
- Viaduc de la Thoranne, en maçonnerie, 200 mètres de longueur et 45 mètres de hauteur
- Viaduc de Darne ou viaduc d'Orbannes, en maçonnerie, 250 mètres de longueur et 44 mètres de hauteur
- Tunnel de Clelles, de 630 mètres de longueur
- Viaduc de Casseire, en maçonnerie, 210 mètres de longueur et 47 mètres  de hauteur
- Tunnel de la Renardière, 567 mètres de longueur
- Tunnel de Saint-Maurice
- Viaduc de Côte-Rote, en maçonnerie, 110 mètres de longueur et 28 mètres de hauteur
- Tunnel de Larchat
- Tunnel de Pré Fury
- Tunnel de Lalley
- Viaduc de la Combe, en maçonnerie, 120 mètres de longueur et 29 mètres de hauteur
- Tunnel de Deveys
- Tunnel de Deviras
- Tunnel du Bois Noir, avec 708 mètres de longueur
- Tunnel de la Croix Haute
- Viaduc des Fauries ou viaduc des Lussettes, en maçonnerie, avec 185 mètres de longueur et 24 mètres de hauteur

### Liste des gares

#### en service
- Grenoble
- Pont-de-Claix (avec embranchements fret produits chimiques)
- Jarrie-Vizille (avec embranchements fret produits chimiques et embranchement de la ligne fret désaffectée mais préservée pour Vizille)
- Saint-Georges-de-Commiers  (voie d'évitement déposée)
- Vif (faisceau de voies de garage)
- Monestier-de-Clermont (avec voies de débords)
- Clelles-Mens (avec voies de débords) au pied du célèbre Mont-Aiguille
- Lus-la-Croix-Haute (avec voies de débords)
- Aspres-sur-Buëch (avec jonction avec la ligne Livron - Veynes)
- Veynes - Dévoluy

#### désaffectées ou rasées
- Saint-Martin-de-la-Cluze (voie d'évitement déposée)
- Saint-Michel-les-Portes (voie d'évitement déposée)
- Le Percy (voie d'évitement déposée)
- Saint-Maurice-en-Trièves (voie d'évitement déposée)
- Col de la Croix-Haute - Lalley (voie d'évitement déposée)
- Saint-Julien-en-Beauchêne (voie d'évitement déposée)
- La Faurie - Montbrand (voie d'évitement déposée)

#### Vitesses limites
Vitesses limites de la ligne en 2016 pour les AGC, les X 72500 et les X 73500 en sens impair (certaines catégories de trains, comme les trains de marchandises, possèdent des limites plus faibles) :
| De                        | À                         | Limite |
| ------------------------- | ------------------------- | ------ |
| Grenoble                  | Bifurcation de Veynes     | 110    |
| Bifurcation de Veynes     | Jarrie-Vizille            | 90     |
| Jarrie-Vizille            | Vif                       | 100    |
| Vif                       | Monestier de Clermont     | 80     |
| Monestier de Clermont     | Pancarte Km 186,4         | 70     |
| Pancarte Km 186,4         | Tunnel de la renardière   | 55     |
| Tunnel de la renaridère   | Col de lus la croix haute | 50     |
| Col de lus la croix haute | Pancarte Km 215           | 40     |
| Pancarte Km 215           | Pancarte Km 240,5         | 60     |
| Pancarte Km 240,5         | Montmaur                  | 120    |

### Engins moteurs de la ligne

#### Autorails
- Autorails Michelin dits "Michelines" ZZR 1 et 2 du PLM du Centre autorails de Grenoble (de 1935 à 1937).
- Autorails Decauville ZZ P 1 à 9 du PLM puis de la SNCF devenus X 52001 à X 52009 en 1962, formant la série X 52000 du Centre autorails de Grenoble (de 1937 à 1973).
- Autorails Decauville XDC 2101 à XDC 2110 de la SNCF devenus X 52100 à X 52110 en 1962, formant la série X 52100 du Centre autorails de Grenoble (de 1945 à 1973).
- Autorails X 2400 des dépôts de Grenoble, de Marseille et de Lyon-Vaise (de 1955 à 1962).
- Autorails X 2800 des dépôts de Lyon-Vaise et de Marseille-Blancarde (de 1962 à 2005).
- Autorails panoramiques X 4200 du dépôt de Marseille-Blancarde pour la desserte estivale "Alpazur" (de 1959 à 1975).
- Autorails X 4500 du dépôt de Lyon-Vaise (en 1974 et 1975).
- Rames à Grand Parcours RGP-1 X 2720/X 2770 pour la desserte estivale "Alpazur" (de 1981 à 1989).
- Turbotrains ETG, uniquement pour essais sur Grenoble - Veynes - Marseille (En août 1970 et le 21/06/1983).
- Autorails X 4900 du dépôt de Marseille-Blancarde (un seul été sur Lyon - Marseille via Grenoble et Veynes.
- Autrail X 2101, tête de série des X 2100, en essais entre Grenoble et Lus-la-Croix-Haute (du 17 au 20/06/1980).
- Autorail X 72501/502 de la série X 72500 en essais du 23 au 25 et du 28 au 30/04/1997.
- Autorails X 73500 du dépôt de Lyon-Vaise, en service actuellement.
- Autorails B 82500 du dépôt de Lyon-Vaise, en service actuellement, en période de pointe hebdomadaire. La ligne n' étant pas électrifiée, ces engins circulent en mode diesel.

#### Locomotives
- Locomotives à vapeur 242 AT PLM 1 à 120 du PLM (puis de la SNCF) du dépôt de Grenoble.
- Locomotives à vapeur 242 CT PLM 1 à 50 du PLM (puis de la SNCF) des dépôts de Grenoble et de Marseille-Blancarde.
- Locomotives à vapeur 242 DT PLM 1 à 50 du PLM (puis de la SNCF) du dépôt de Marseille-Blancarde.
- Locomotives à vapeur 140B du PLM (puis de la SNCF), (jusqu'en 1941) du dépôt de Grenoble.
- Locomotives à vapeur 140F du PLM (puis de la SNCF), (jusqu'en 1945) du dépôt de Grenoble.
- Locomotives à vapeur 140L du PLM (puis de la SNCF), (jusqu'en 1945) du dépôt de Grenoble.
- Locomotives à vapeur 141C du PLM (puis de la SNCF) des dépôts de Grenoble (jusqu'en 1945), Portes-lès-Valence et de Veynes.
- locomotives à vapeur 141D du PLM (puis de la SNCF) du dépôt de Grenoble (jusqu'en 1945).
- Locomotives à vapeur 141E des dépôts de Grenoble (jusqu'en 1955) et de Veynes.
- Locomotives à vapeur 141F des dépôts de Grenoble (de 1941 à 1955) et de Veynes.
- Locomotives à vapeur 141R du dépôt de Grenoble (seulement depuis mai 1950) et de Marseille-Blancarde (seulement depuis 1952 en renfort de celles de Grenoble).
- Locomotives 141 R 1244 et 141 R 1187, de la série des 141R fuel et du dépôt de Vénissieux, pour les trains spéciaux de la ligne (la 141R 1244 le 14/12/1973 et le 24/10/1973) et (la 141R 1187 de 1973 à 1975, puis années suivantes).
- Locomotive diesel 040 DG 502 (future BB 66000) pour essais.
- Locomotive diesel BB 67001, (série BB 67000) pour essais (en 1963).
- Locomotive diesel A1A A1A 68001, (série 68000) pour essais (en 1963).
- Locomotives diesel BB 67000 du dépôt de Chambéry (dès 1964).
- Locomotive diesel BB 69001, l'un des deux prototypes de BB 69000, pour essais (le 14/04/1964).
- Locomotive diesel CC 70002, l'un des deux prototypes de locomotives bi-rotors de CC 70000, pour essais (le 29/09/1966 et le 21/06/1967).
- Locomotives diesel BB 66000 des dépôts de Portes-lès-Valence et de Vénissieux (de 1971 à 1975).
- Locomotives diesel BB 67300 du dépôt de Chambéry (jusqu'en décembre 2008).
- Locomotive diesel CC 72002 (de la série CC 72000), du dépôt de Rennes, pour essais sur la ligne des Alpes (le 12/04/1968).
- Locomotives diesel CC 72000, du dépôt de Vénissieux, uniquement sur l'express Lyon - Marseille via Grenoble et Veynes (en été 1972) et CC 72084 pour le train du centenaire du 01/10/1978.
- Locomotives diesel BB 75000 fret, du dépôt d'Avignon, empruntant l'extrême partie nord de la ligne des Alpes sur le train bihebdomadaire de wagons citernes Jarrie - Miramas via Pont-de-Claix, Grenoble, Valence et Avignon (depuis octobre 2008).

## Galerie photos

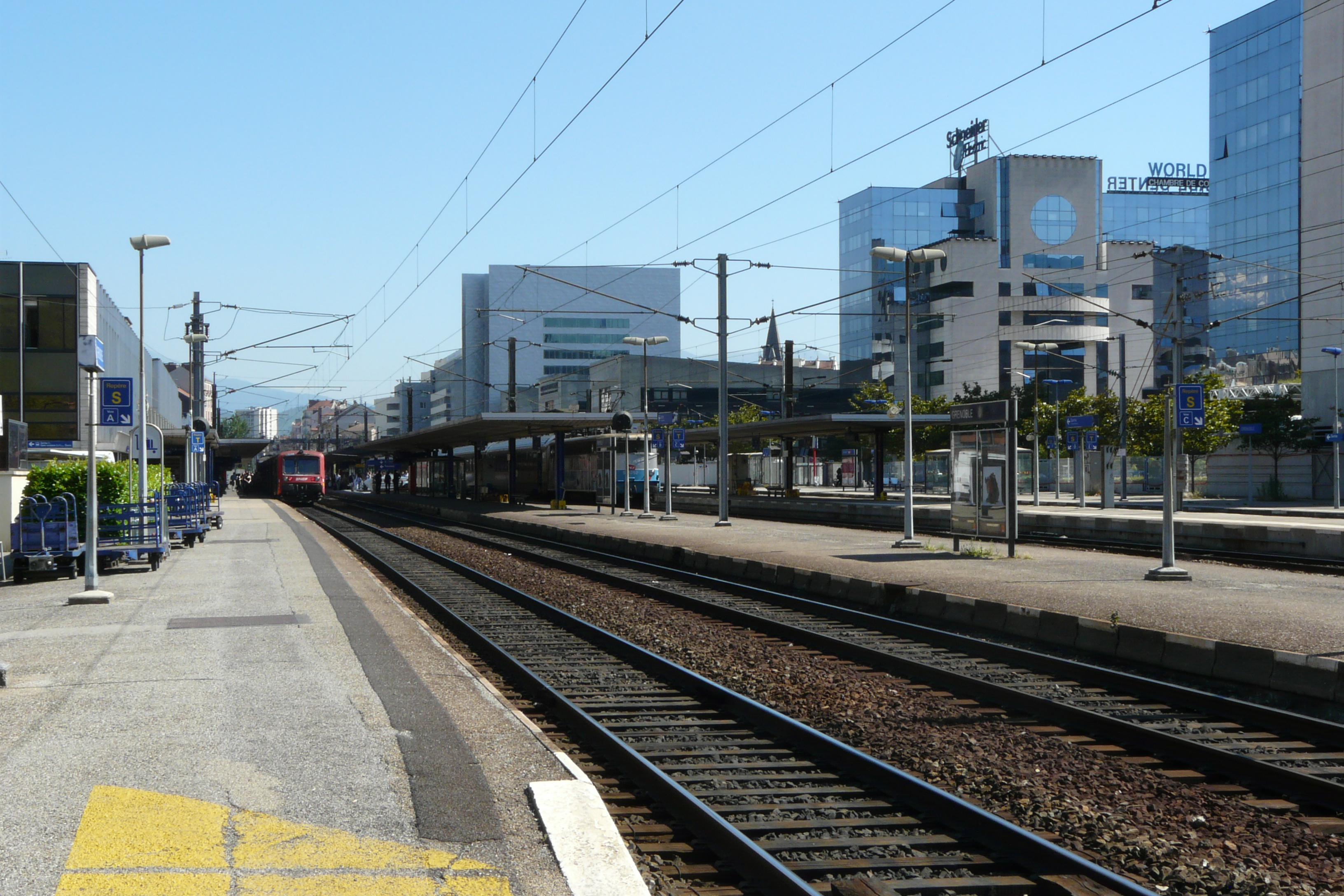
La gare de Grenoble depuis le quai A
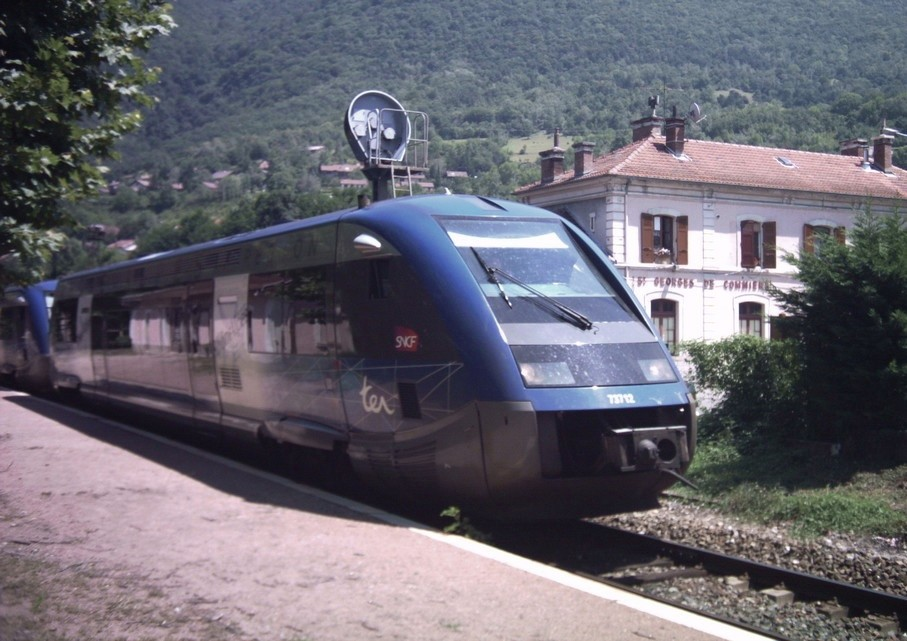
Un autorail X 73500 Grenoble - Gap à l'arrêt en gare de Saint-Georges-de-Commiers
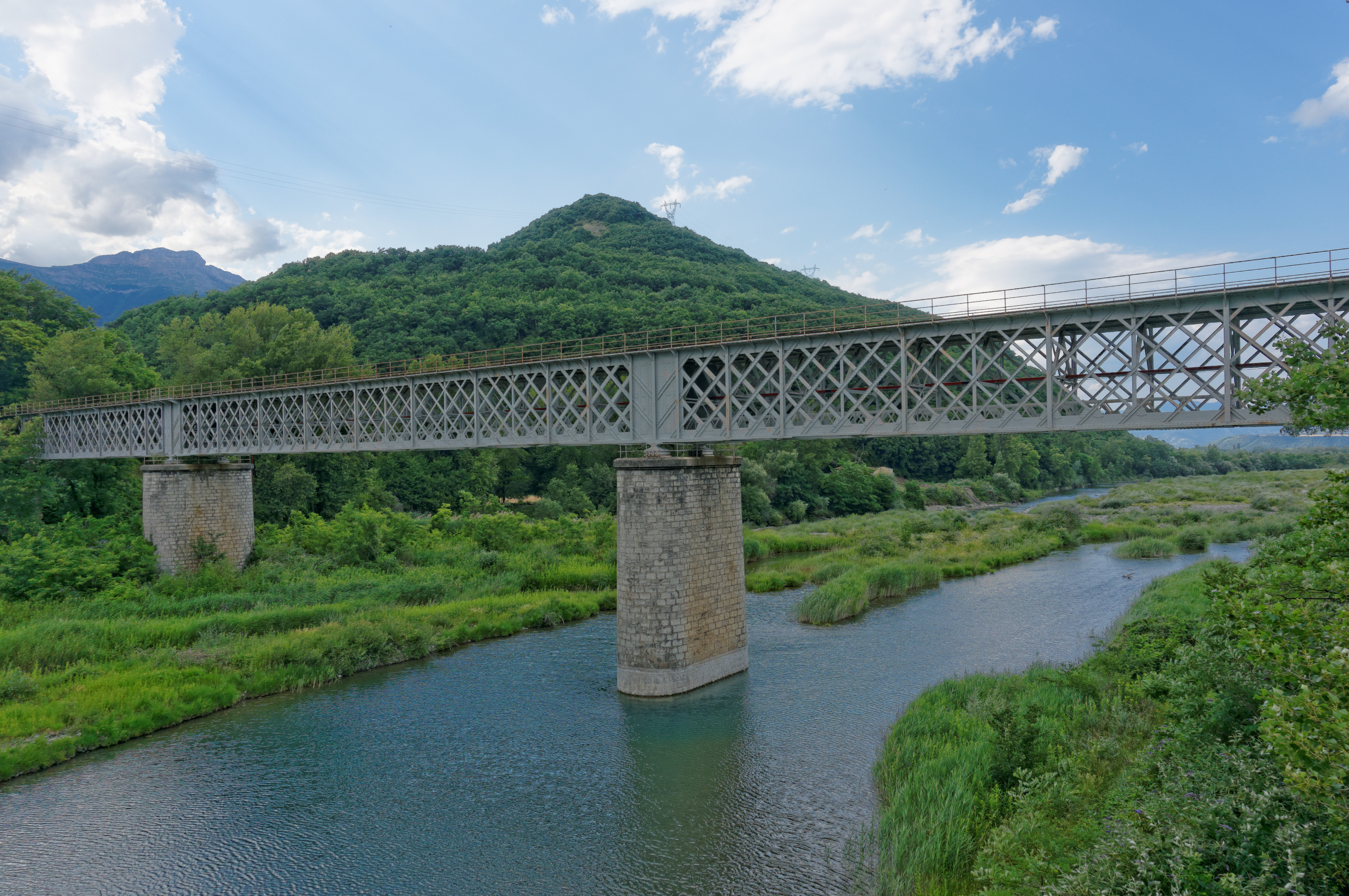
Le Pont de La Rivoire.
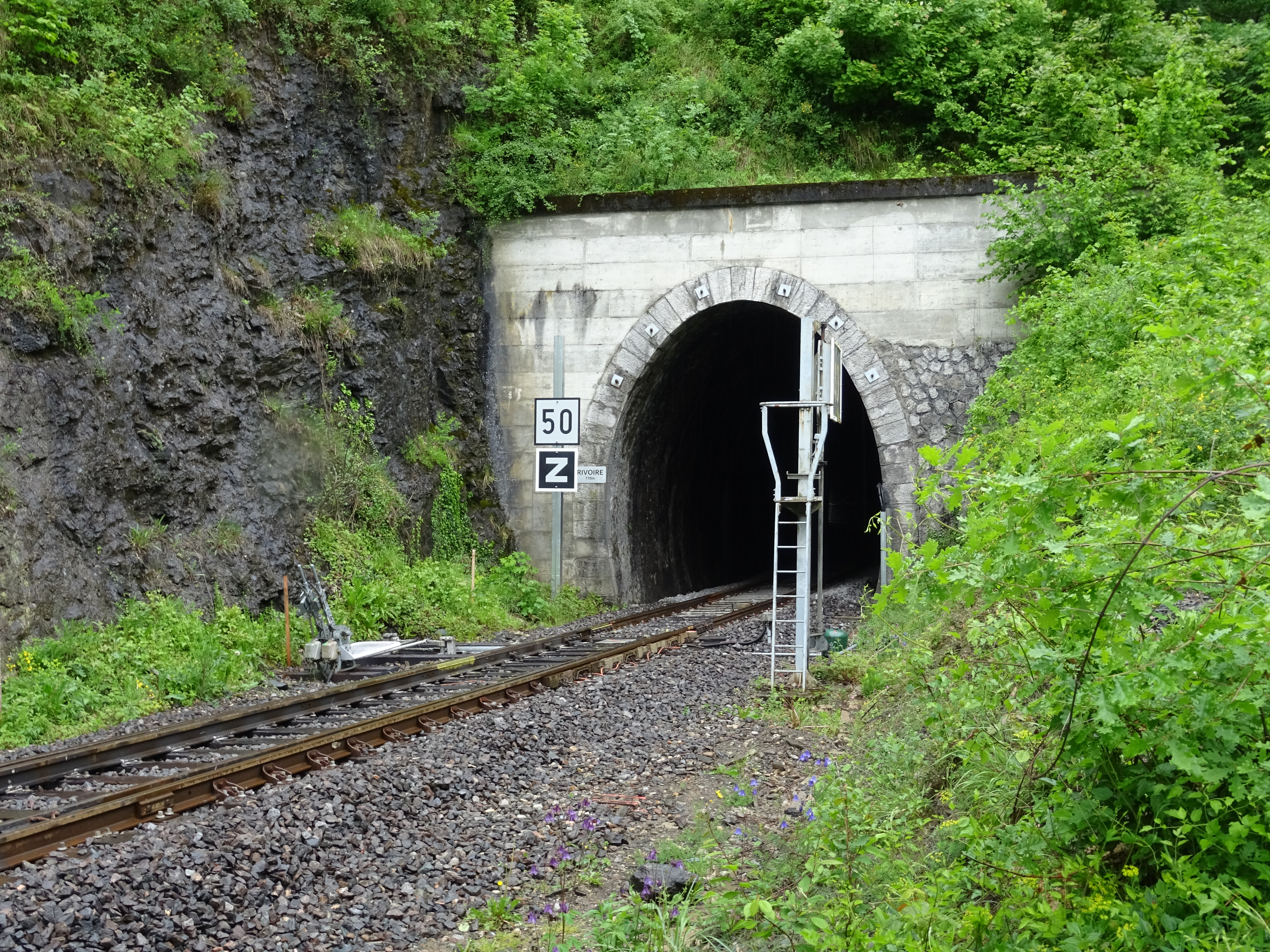
Le tunnel de La Rivoire.
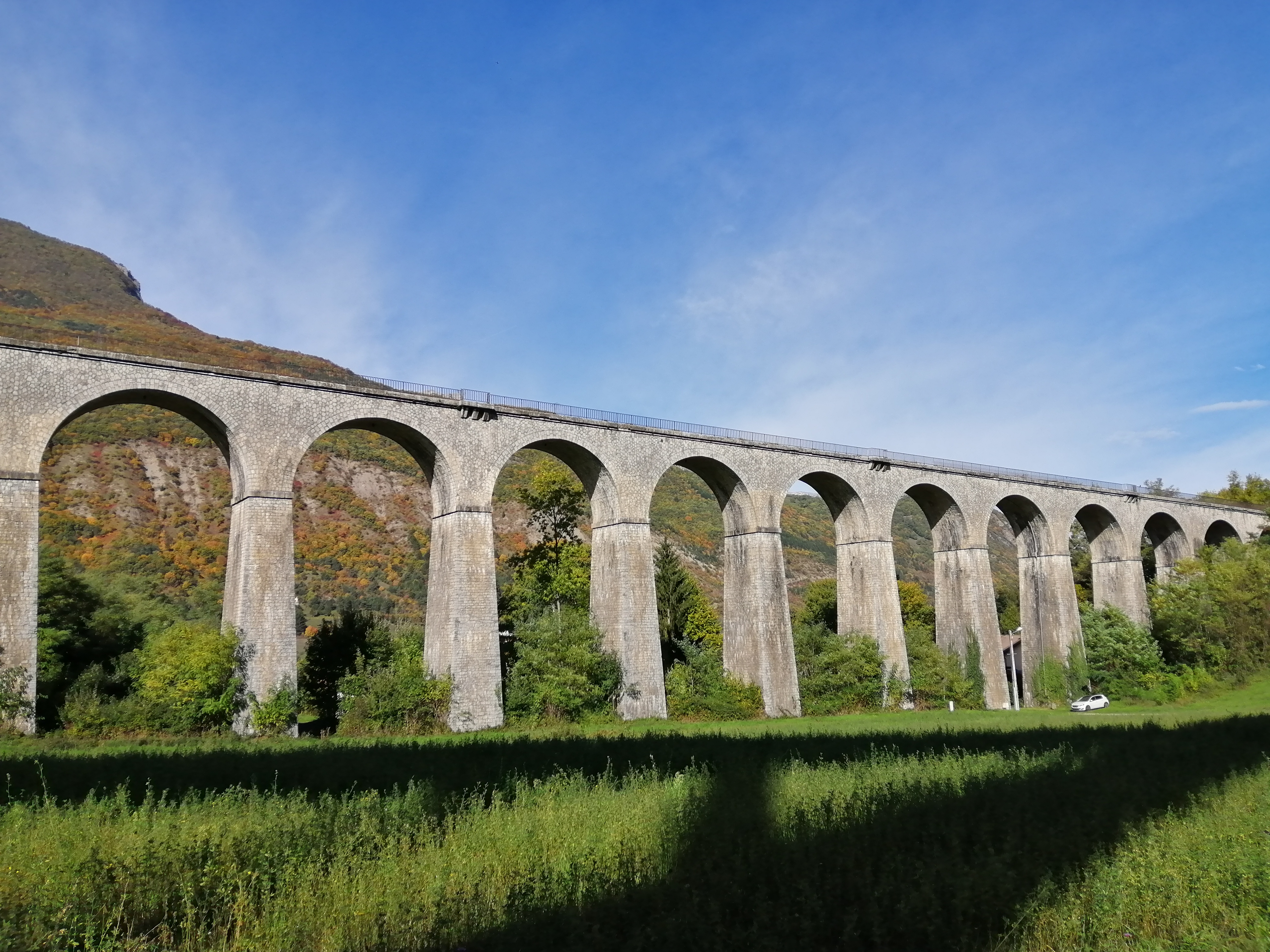
Le viaduc du Crozet (long de 280 m et haut de 30 m).
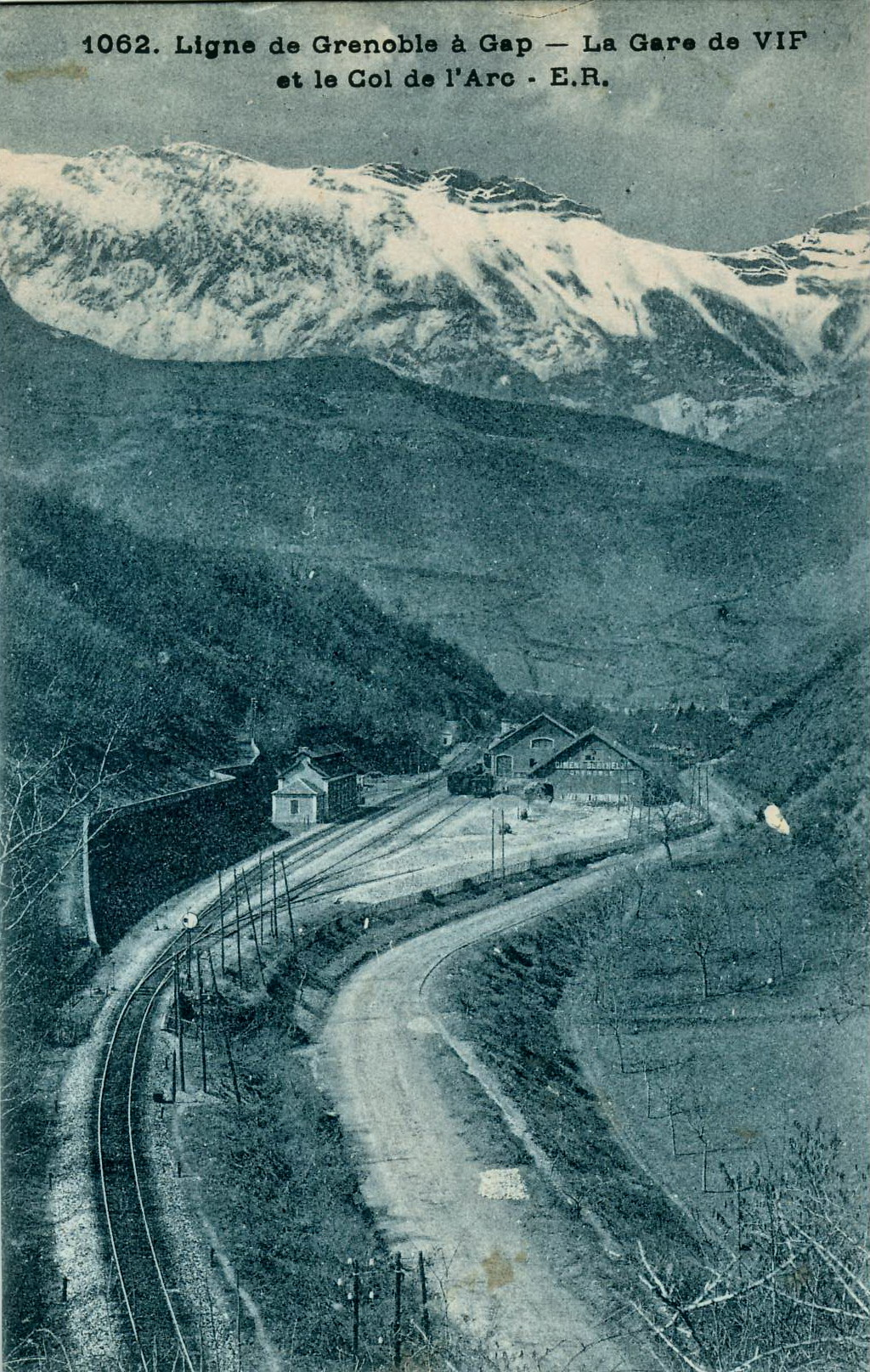
Gare de Vif
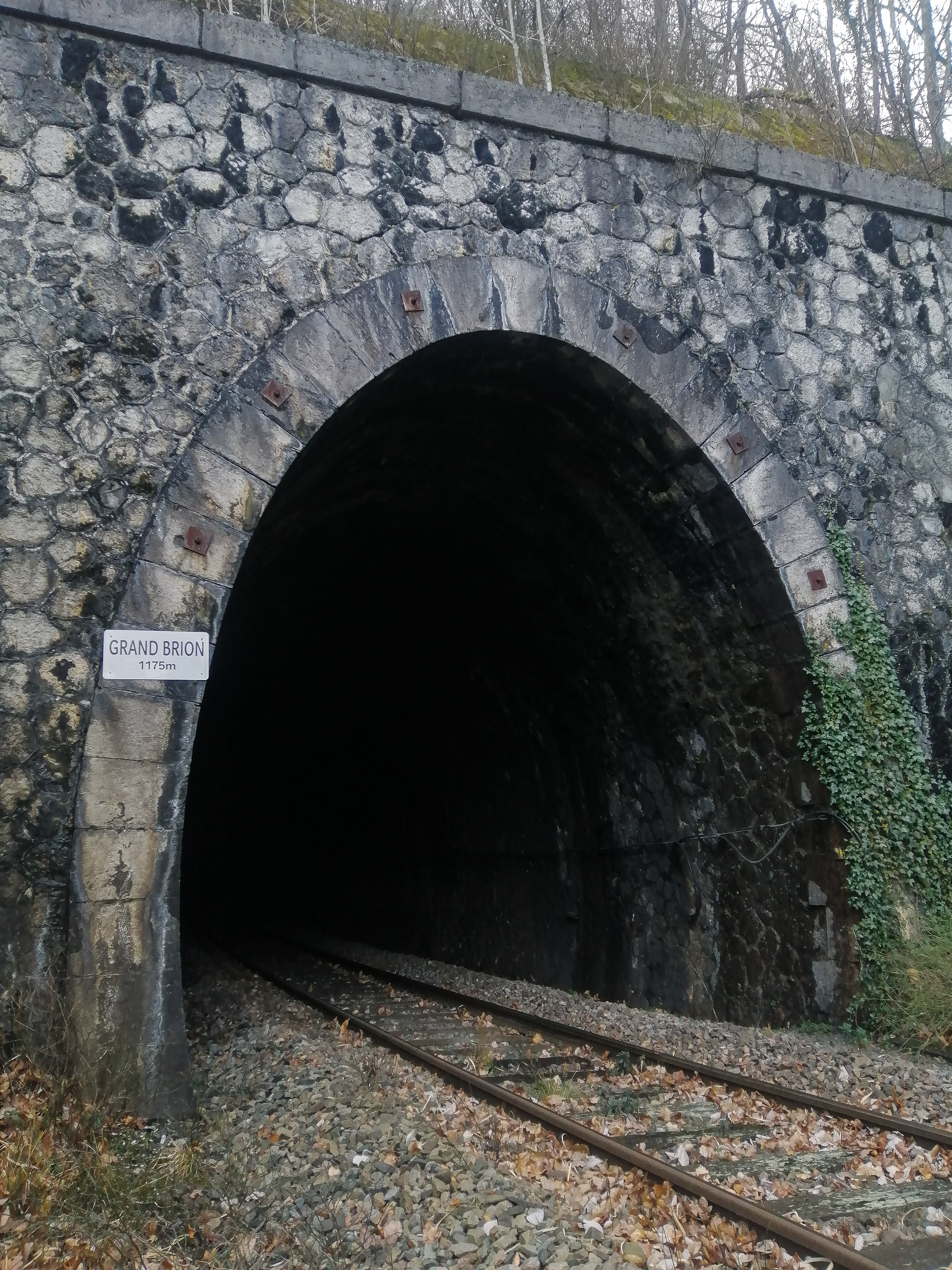
Sortie du tunnel du Grand Brion.